# Les femmes cochers
Les femmes cochers è un cortometraggio del 1907.

## Proiezioni[1]
1. Omnia Pathé, Paris, 15 febbraio 1907
2. Alhambra, Saint-Etienne, 17 gennaio 1908